# Podul lui Constantin cel Mare
Podul lui Constantin cel Mare a fost un pod roman peste fluviul Dunărea în Celei, Corabia. A fost terminat sau reconstruit în anul 328 dC și a rămas în uz pentru nu mai puțin de 40 de ani. Având o lungime totală de 2437 m, din care 1137 peste albia Dunării, podul lui Constantin cel Mare este considerat cel mai lung pod antic peste un curs de apă și unul din cele mai lungi din toate timpurile.

## Construcție

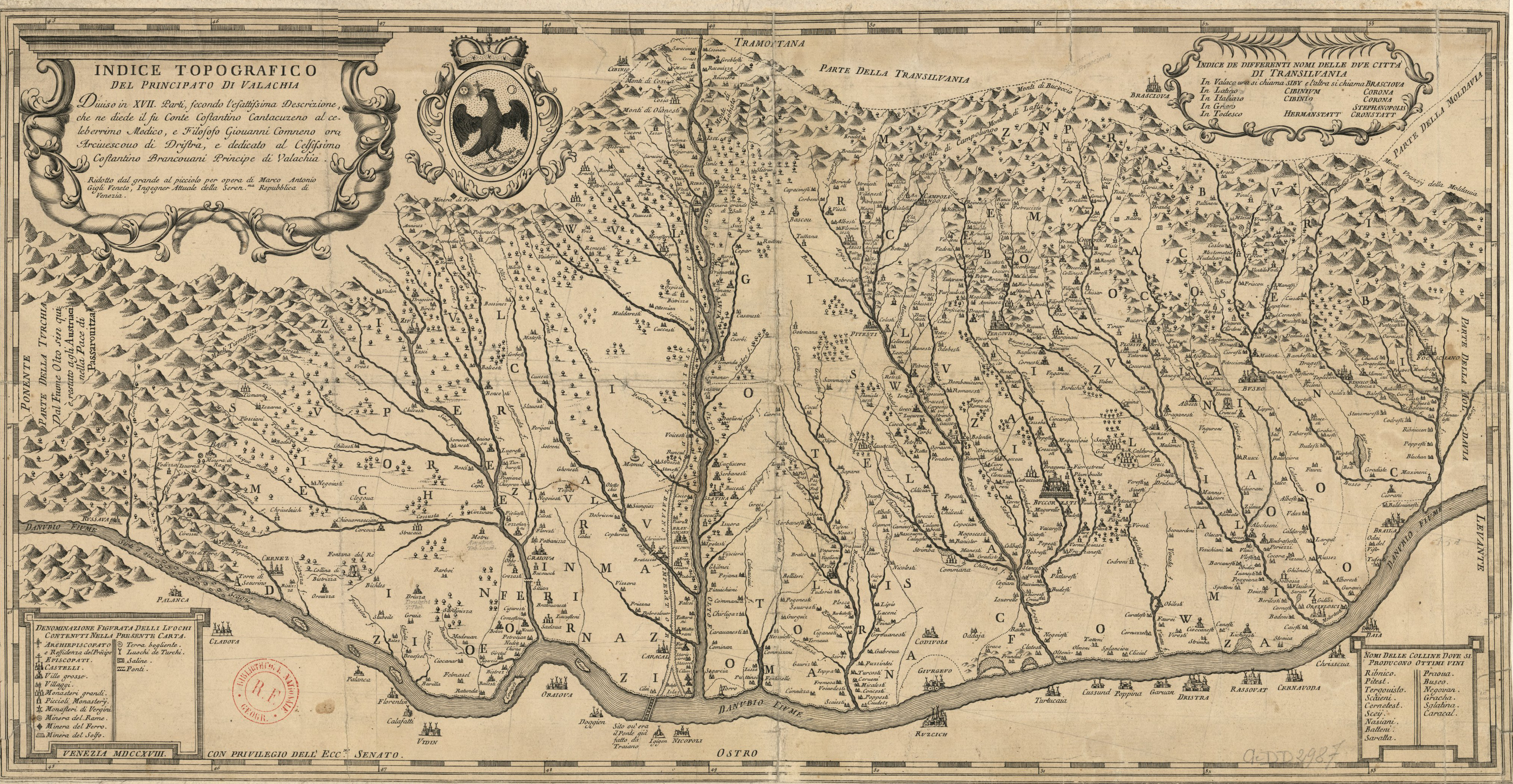
Hartă a Țării Românești din secolul al XVIII-lea, de stolnicul Constantin Cantacuzino

A fost o construcție cu piloni din piatră și mortar, pod de lemn în arc și suprastructură de lemn. A fost ridicat între satul Celei, în apropierea actualului oraș românesc Corabia, județul Olt - pe atunci cetatea Sucidava - și satul bulgăresc Ghighen, din Regiunea Plevna, pe atunci numit Oescus, de către împăratul Constantin cel Mare. Se pare că podul a fost folosit până la mijlocul secolului al IV-lea, principalul temei pentru această presupunere fiind faptul că împăratul Flavius Julius Valens a fost nevoit să treacă Dunărea folosind un pod de vase la Constantiana Daphne, în timpul campaniei sale împotriva goților, în 367.

## Date tehnice
Lungimea podului era de 2437 m, cu un tablier din lemn cu lățimea de 5.70 m, amplasat la înălțimea de 10 metri deasupra apelor fluviului.
Podul avea două pile culee, câte una la fiecare capăt, care jucau și rolul de portal.

## Cercetări
Deși Luigi Ferdinando Marsigli a încercat, fără succes, să localizeze podul în secolul al XVII-lea, în schimb, podul este figurat, în aceeași perioadă, pe harta stolnicului Constantin Cantacuzino. Alexandru Popovici și Cezar Bolliac au reluat căutările în secolul al XIX-lea, dar primele descoperiri științifice reale au fost făcute de Grigore Tocilescu și Pamfil Polonic, în 1902. În 1934, Dumitru Tudor a publicat prima lucrare completă privind podul, iar ultima cercetare sistematică pe malul de nord al Dunării a fost efectuată în 1968, de către Octavian Toropu. 
Un pod asemănător a fost construit între localitățile Grojdibodu și Dolni Vadin.